# Rock de la selva madre
"Rock de la selva madre" o "Madre-selva", es una canción compuesta por el músico argentino Luis Alberto Spinetta e interpretada por la banda Pescado Rabioso, que integra el álbum doble Pescado 2 de 1973, segundo álbum de la banda, ubicado en la posición n.º 19 de la lista de los 100 mejores discos del rock argentino por la revista Rolling Stone.
Para grabar este tema, Pescado Rabioso formó con la formación clásica: Luis Alberto Spinetta en guitarra eléctrica; David Lebón en el bajo; Carlos Cutaia en órgano Hammond; Black Amaya estuvo a cargo de la batería; canta Spinetta.

## La canción
"Rock de la selva madre" es el octavo track (Disco 1, Lado B, track 8) del álbum doble Pescado 2, el tema más largo del primer disco con 7:42.
El tema es fundamentalmente instrumental y está sostenido en una escala descendente del órgano que aparece una y otra vez, a modo de leit motiv, con un in crescendo final "donde todos los instrumentos aumentan de tamaño", enmarcando un solo de guitarra eléctrica a cargo de Spinetta.
Se trata de una breve letra, que juega con las palabras "madre", "selva" y "va", para cantarle a la tierra. En el cuadernillo del álbum correspondiente a "Rock de la selva madre" se describe la razón tema del siguiente modo:

Madre Selva es un tema de símbolos. Muchas veces oímos hablar de "volver a la Madre Tierra". Creemos que la tierra es la madre de todos y la selva es la tierra paróxica, donde se acumulan las variedades mas raras de la naturaleza. De la misma manera, el rock combina las infinitas músicas del pasado y el mas allá. Pero la gran contaminación que los hombres hemos provocado hace que esta madre ideal sea solo un espejismo, una visión corta de la alucinación, que desde luego, pasa por nosotros sin que nos detengamos.
Cuadernillo del álbum